# هاینتس کروگل
هاینتس کروگل (به آلمانی: Heinz Krügel); ۲۴ آوریل ۱۹۲۱ – ۲۷ اکتبر ۲۰۰۸) بازیکن فوتبال سابق و مربی فوتبال فعلی، اهل آلمان بود.
از باشگاه‌هایی که در آن بازی کرده‌است می‌توان به باشگاه فوتبال تسویکاو اشاره کرد.